# 吸收劑量
吸收劑量（Absorbed dose）是藉由輻射方式傳到單位質量物質的能量。符號為D，定義為D=dE/dM，其SI單位是戈雷（gray，縮寫為Gy），一焦耳的輻射能量被一千克的質量吸收為一戈雷，1Gy=1J/kg。
当光子束与介質(media)接触时，光子与物质的作用使得产生出具有初动能（KERMA）的二次电子（secondary electrons）。这些电子在其电离轨迹上沉淀能量。二次电子在单位质量的媒质中沉淀的能量叫做吸收剂量。
当在电荷平衡（charged particle equilibrium, CPE）的条件下，D=Kc，其中Kc是碰撞比释动能（collision KERMA）。

## 使用
吸收劑量在輻射防護與影像診斷學中使用，計算生物體組織中攝取的輻射劑量。也可以直接用來比較輻射對非生命物質的影響。

### 輻射防護
人體組織或器官之吸收劑量與射質因數之乘積可以得到等效劑量。
人體組織或器官之吸收劑量乘上輻射加權因數WR之乘積可以得到等價劑量。

## 輻射相關物理量
下表包含SI制與非SI制的輻射相關物理量。
| 物理量       | 名稱         | 符號 | 單位                    | 年份 | 系統       |
| ------------ | ------------ | ---- | ----------------------- | ---- | ---------- |
| 曝露 (X)     | 倫琴         | R    | esu / 0.001293 g of air | 1928 | 非SI制     |
| 曝露 (X)     |              | X    | C•kg−1                  |      | SI制       |
| 吸收劑量 (D) |              |      | erg•g−1                 | 1950 | 非SI制     |
| 吸收劑量 (D) | 雷得         | rad  | 100 erg•g−1             | 1953 | 非SI制     |
| 吸收劑量 (D) | 戈雷         | Gy   | J•kg−1                  | 1974 | SI制       |
| 活性 (A)     | 居里         | Ci   | 3.7 × 1010 s−1          | 1953 | 非SI制     |
| 活性 (A)     | 貝克         | Bq   | s−1                     | 1974 | SI制       |
| 等效劑量 (H) | 侖目         | rem  | 100 erg•g−1             | 1971 | 非SI制     |
| 等效劑量 (H) | 西弗         | Sv   | J•kg−1                  | 1977 | SI制       |
| 通量 (Φ)     | (面積的倒數) |      | cm−2 or m−2             | 1962 | SI制 (m−2) |
| 能量通量 (ψ) |              |      | J·m−2                   |      | SI制       |

雖然美國原子能管理委員會允許居里、雷得、侖目等非SI制單位，可以與SI制單位共用使用， 歐盟的歐洲測量單位指令要求這些非SI制單位在"公衛"上的使用至1985年12月31日為止。

## 外部連結
KERMA vs DOSE